# Rae Dawn Chong
Rae Dawn Chong (Edmonton, 28 febbraio 1961) è un'attrice canadese.

## Biografia
Rae Dawn Chong è nata ad Edmonton, nella provincia canadese dell'Alberta, il 28 febbraio del 1961, figlia di Tommy Chong, comico ed attore canadese, membro, assieme a Cheech Marin, del duo Cheech & Chong, e di Maxine Sneed. Ha una sorella minore, Robbi Chong, modella e attrice. È di origini cinesi, nord-irlandesi e francesi da parte del padre ed afrocanadesi e cherokee da parte della madre. Interprete di diversi film, è diventata famosa soprattutto per le sue partecipazioni nei lungometraggi Commando e La guerra del fuoco. Nel 1985 ha affiancato Mick Jagger nella pellicola Running Out of Luck, apparendo anche nel videoclip della canzone Just Another Night, eseguita nel film dall'artista britannico.

## Vita privata
Rae Dawn Chong è stata sposata dal 1982 al 1985 con Owen Baylis, dal quale ha avuto un figlio, Morgan. Il matrimonio si è concluso col divorzio. Si è in seguito risposata nel 1989 con l'attore C. Thomas Howell, conosciuto sul set del film Soul Man, dal quale ha divorziato nel 1990. Il suo terzo matrimonio, con Nathan Ulrich (2011-14), è terminato anch'esso col divorzio.

## Filmografia

### Cinema
- Stony Island, regia di Andrew Davis (1978)
- La guerra del fuoco (La guerre du feu), regia di Jean-Jacques Annaud (1981)
- Beat Street, regia di Stan Lathan (1984)
- Choose Me - Prendimi (Choose Me), regia di Alan Rudolph (1984)
- Paura su Manhattan (Fear City), regia di Abel Ferrara (1984)
- Cheech & Chong's The Corsican Brothers, regia di Tommy Chong (1984)
- I cavalieri del futuro (City Limits), regia di Aaron Lipstadt (1984)
- Il vincitore (American Flyers), regia di John Badham (1985)
- Commando, regia di Mark L. Lester (1985)
- Il colore viola (The Colour Purple), regia di Steven Spielberg (1985)
- Soul Man, regia di Steve Miner (1986)
- Running Out of Luck, regia di Julien Temple (1987)
- La scatola misteriosa (The Squeeze), regia di Roger Young (1987)
- The Principal - Una classe violenta (The Principal), regia di Christopher Cain (1987)
- Brusco risveglio (Rude Awakening), regia di David Greenwalt (1989)
- Denial, regia di Erin Dignam (1990)
- Episodio, La promessa degli amanti (Lover's Vow) di I delitti del gatto nero (Tales from the Darkside: The Movie), regia di John Harrison (1990)
- Amazon, regia di Mika Kaurismäki (1990)
- Il cacciatore di teste (The Borrower), regia di John McNaughton (1991)
- Chain Dance - Sotto massima sicurezza (Chaindance), regia di Allan A. Goldstein (1991)
- Party di capodanno (When The Party's Over), regia di Matthew Irmas (1993)
- Time Runner - I dominatori della Terra (Time Runner), regia di Michael Mazo (1993)
- Boulevard, regia di Penelope Buitenhuis (1994)
- Boca, regia di Walter Avancini e Zalman King (1994)
- Amberwaves, regia di Joe Holland (1994)
- Premonizioni (Hideaway), regia di Brett Leonard (1995)
- Il potere della legge (Power of Attorney), regia di Howard Himelstein (1995)
- Gioco, partita, incontro (The Break), regia di Lee H. Katzin (1995)
- Crying Freeman, regia di Christophe Gans (1995)
- Sotto massima copertura (Mask of Death), regia di David Mitchell (1996)
- Starlight, regia di Jonathon Kay (1996)
- Small Time, regia di Jeffrey Reiner (1996)
- Goodbye America, regia di Thierry Notz (1997)
- Valentine's Day, regia di Duane Clark (1998)
- Cosas que olvidé recordar, regia di Enrique Oliver (1999)
- Dangerous Attraction, regia di Penelope Buitenhuis (2000)
- The Visit, regia di Jordan Walker-Pearlman (2000)
- Constellation, regia di Jordan Walker-Pearlman (2005)
- Max Havoc: Ring of Fire, regia di Terry Ingram (2006)
- Cyrus, regia di Mark Vadik (2010)
- A casa con Jeff (Jeff, Who Lives at Home), regia di Jay Duplass e Mark Duplass (2011)
- Shiver, regia di Julian Richards (2012)
- Knock 'em Dead, regia di David DeCoteau (2014)
- Reborn, regia di Julian Richards (2018)
- The Sleeping Negro, regia di Skinner Myers (2021)
- We Are Gathered Here Today, regia di Paul Boyd (2022)

### Televisione
- Disneyland – serie TV, episodi 20x12-20x13 (1974)
- Top of the Hill, regia di Walter Grauman – film TV (1980)
- Lou Grant – serie TV, episodio 3x19 (1980)
- A cuore aperto (St. Elsewhere) – serie TV, 4 episodi (1983-1985)
- Il sigillo dell'assassino (Badge of the Assassin), regia di Mel Damski – film TV (1985)
- Tall Tales & Legends – serie TV, episodio 1x03 (1986)
- Curiosità fatale (Curiosity Kills), regia di Colin Bucksey – film TV (1990)
- Donne dentro: storie dal carcere (Prison Stories: Women on the Inside), regia di Penelope Spheeris – film TV (1991) - (episodio New Chicks)
- I viaggiatori delle tenebre (The Hitchhiker) – serie TV, episodio 6x20 (1991)
- Nitecap – serie TV (1992)
- Melrose Place – serie TV, episodi 1x14-1x24-1x26 (1992-1993)
- Father & Son: Dangerous Relations, regia di Georg Stanford Brown – film TV (1993)
- Colomba solitaria (Lonesome Dove: The Series) – miniserie TV (1994)
- Oltre i limiti (The Outer Limits) – serie TV, episodio 1x04 (1995)
- Crazy Love – serie TV (1995)
- Highlander – serie TV, episodio 4x11 (1996)
- Una nuova vita per Zoe (Wild Card) – serie TV, 17 episodi (2003-2004)
- Force of Impact - Impatto mortale (Force of Impact), regia di Sam Irvin – film TV (2005)
- The Blood of Pegasus (2011)
- 9-1-1 – serie TV, episodi 2x09-3x09 (2019-2020)
- American Crime Story – serie TV, 4 episodi (2021)

## Doppiatrici italiane
Nelle versioni in italiano delle opere in cui ha recitato, Rae Dawn Chong è stata doppiata da:
- Monica Gravina in Commando, Il colore viola
- Laura Boccanera in Soul Man, I delitti del gatto nero
- Emanuela Rossi ne Il vincitore
- Isabella Pasanisi ne La scatola misteriosa
- Cristina Boraschi in The Principal - Una classe violenta
- Gabriella Borri in Time Runner - I dominatori della Terra
- Alessandra Cassioli in Una nuova vita per Zoe
- Patrizia Burul in A casa con Jeff
- Lorenza Biella in 9-1-1  (ep.2x09)
- Valeria Perilli in 9-1-1  (ep.3x09)